# Erasmus-Kittler-Schule
Die Erasmus-Kittler-Schule (EKS) ist eine berufsbildende Schule für Metall- und Informationstechnik in Darmstadt. Sie wurde in den späten 1950er-Jahren erbaut. Sie steht zusammen mit der benachbarten Peter-Behrens-Schule, mit der sie das Berufsschulzentrum Mitte bildet, als typisches Beispiel der Architektur der 1950er- und 1960er-Jahre in Darmstadt unter Ensembleschutz. Namensgeber ist der deutsche Elektrotechnik-Pionier und Physiker Erasmus Kittler.
Während der letzten Jahre wurde das Berufsschulzentrum Mitte durch zwei Neubauten ergänzt. Eine Außenstelle (49° 52′ 27,6″ N, 8° 37′ 8,6″ O) befindet sich am Paul-Gerhardt-Platz.

## Schulformen und Bildungsgänge
- Berufsschule mit 17 Ausbildungsgängen der Metalltechnik, der Fahrzeugtechnik und der Haustechnik sowie der Mechatronik
- Berufsfachschule zum Übergang in Ausbildung (BÜA) mit dem Schwerpunkt Metalltechnik
- Fachoberschule Form A und B mit den Schwerpunkten Maschinenbau und Informationstechnik
- Fachschule für Technik in den Fachrichtungen Maschinentechnik und Sanitär-, Heizungs-, Klimatechnik[2] in Vollzeit (vier Semester)
- Fachschule für Technik Maschinenbau, Fachrichtung Maschinentechnik in Teilzeit (acht Semester)
  - Ab dem Schuljahr 25/26 soll die Fachschule für Technik um die Fachrichtung Automatisierungstechnik erweitert werden.

An der Erasmus-Kittler-Schule gab es ursprünglich auch einen Fachbereich Elektrotechnik, dieser wurde in das Berufsschulzentrum Nord ausgegliedert.

## Belege
1. ↑  Erasmus-Kittler-Schule - Sanierung
2. ↑  Darmstädter Echo, Dienstag, 3. Juni 2014, S. 16